# (Don't Fear) The Reaper
(Don't Fear) The Reaper — пісня американського рок-гурту Blue Öyster Cult, з їхнього альбому 1976 року Agents of Fortune. Завдяки великій популярності пісні, різними музичними гуртами було записано безліч кавер-версій. Пісню використовували і надалі використовують у багатьох фільмах, серіалах, телешоу і комп'ютерних іграх.

## Місця у чартах
| Чарт (1976)                  | Найвища позиція |
| ---------------------------- | --------------- |
| Canadian Singles Chart       | 7               |
| U.S. Billboard Hot 100 Chart | 12              |
| U.K. Singles Chart           | 16              |
| Irish Singles Chart          | 17              |